# Lisičine
Lisičine falu Horvátországban Verőce-Drávamente megyében. Közigazgatásilag Atyinához tartozik.

## Fekvése
Verőcétől légvonalban 21, közúton 33 km-re délkeletre, községközpontjától légvonalban 4, közúton 9 km-re északnyugatra, a Papuk-hegység területén, a Csagyavica-patak felső folyása mentén fekszik.

## Története
A mai település valószínűleg a török hódoltság idején keletkezett Boszniából érkezett pravoszláv vlachok betelepítésével. Az első katonai felmérés térképén „Dorf Lisichine” néven találjuk. Lipszky János 1808-ban Budán kiadott repertóriumában „Liszichine” néven szerepel. Nagy Lajos 1829-ben kiadott művében „Liszichine” néven Humvárossal együtt 65 házzal, 402 lakossal szerepel.
1857-ben 142, 1910-ben 684 lakosa volt. 1910-ben a népszámlálás adatai szerint lakosságának 95%-a szerb anyanyelvű volt. Verőce vármegye Szalatnoki járásának része volt. Az első világháború után 1918-ban az új szerb-horvát-szlovén állam, majd később (1929-ben) Jugoszlávia része lett. 1991-ben a falu lakosságának 96%-a szerb nemzetiségű volt. A délszláv háború idején a település 1991 októberének elején már szerb ellenőrzés alatt volt. A horvát hadsereg 136. slatinai dandárja az Orkan-91 hadművelet során 1991. december 15-én foglalta vissza. A szerb lakosság elmenekült. 2011-ben már nem volt állandó lakossága.

## Lakossága
| Lakosság változása | Lakosság változása | Lakosság változása | Lakosság változása | Lakosság változása | Lakosság változása | Lakosság változása | Lakosság változása | Lakosság változása | Lakosság változása | Lakosság változása | Lakosság változása | Lakosság változása | Lakosság változása | Lakosság változása | Lakosság változása |
| ------------------ | ------------------ | ------------------ | ------------------ | ------------------ | ------------------ | ------------------ | ------------------ | ------------------ | ------------------ | ------------------ | ------------------ | ------------------ | ------------------ | ------------------ | ------------------ |
| 1857               | 1869               | 1880               | 1890               | 1900               | 1910               | 1921               | 1931               | 1948               | 1953               | 1961               | 1971               | 1981               | 1991               | 2001               | 2011               |
| 537                | 585                | 510                | 644                | 706                | 796                | 769                | 804                | 467                | 488                | 410                | 297                | 199                | 160                | 6                  | 0                  |

## Nevezetességei
- Szent György tiszteletére szentelt pravoszláv parochiális templomának[7] elődje az 1748-ban épült fatemplom volt, melyet még Sofronije Jovanović pakrác-szlavóniai püspök szentelt fel. Ezt a templomot 1869-ben lebontották és új, falazott templomot építettek helyette. A templomot a második világháborúban az usztasák felgyújtották, berendezési tárgyai, liturgikus könyvei megsemmisültek. 1990-ben újjáépítették, de 1991-ben a falut visszafoglaló horvát erők felgyújtották, belseje teljesen kiégett. Ikonosztázát a karlócai metropolitai kincstárba menekítették, ahol az állandó kiállítás része lett. Ma az épület elhagyatottan áll, lakosság hiányában nincs aki gondozza. Hogy állapotának további romlását megelőzzék tetőzetét nemrég felújították.
- A település híres arborétumát 1963-ban Đuro Jorgić szalatnoki erdőmérnök létesítette. Eredeti területe mintegy 40 hektár volt. A délszláv háború előtt az arborétum páratlan gazdagságú gyűjteménye volt Európa, Ázsia és Amerika legkülönfélébb fáinak és cserjéinek. A mintegy 2500 taxon és kultivár az egyik legjelentősebb volt egész Délkelet-Európában. 1991-ben a JNA és a szerb felkelők támadása során azonban az arborétum súlyos károkat szenvedett. Károkat nemcsak a háborús események okoztak, hanem mivel a kerítés is megsérült a vadak is visszafordíthatatlan károkat tettek a növényekben. A háború után az arborétum csak lassan újult meg és lényegében csak 2013-ra, uniós támogatással nyerte vissza a háború előtt szintet.